# Aedes auronitens
Aedes auronitens är en tvåvingeart som beskrevs av Edwards 1922. Aedes auronitens ingår i släktet Aedes och familjen stickmyggor. Inga underarter finns listade i Catalogue of Life.